# Castle Acre
Castle Acre est un village et une paroisse civile du Norfolk, en Angleterre. Il est situé dans l'ouest du comté, à 6 km au nord de la ville de Swaffham, sur la rivière Nar, un affluent de la Great Ouse. Administrativement, il relève du district de King's Lynn and West Norfolk. Au recensement de 2011, il comptait 848 habitants.
Le village abrite les ruines du château de Castle Acre, fondé par Guillaume de Warenne peu après la conquête normande de l'Angleterre, ainsi que celles du prieuré de Castle Acre, fondé quelques années plus tard par Guillaume II de Warenne.